# 戸塚 (新宿区)
戸塚（とつか）は、東京都新宿区の北部に位置する地区で、旧豊多摩郡戸塚町を端とする。現行行政地名は戸塚町一丁目のみ。住居表示未実施地域。

## 概要
JR山手線の高田馬場駅を挟んで、西は神田川に架かる小滝橋から東は早稲田大学早稲田キャンパスまで約2.6km、南は諏訪通りから北は神田川まで約0.9kmと、東西に長い地区で、現在の以下の地域に当たる。
- 高田馬場一丁目、二丁目、三丁目、四丁目
- 西早稲田一丁目、二丁目、三丁目
- 戸塚町一丁目

この地区の町名はもともと新宿区戸塚町（とつかまち）一丁目～四丁目のみであったが、1975年の住居表示実施により上記の町丁に変更された（現況は後述）。ただし、現在でも戸塚警察署が存在するなど、この一帯の地名として現在も戸塚の名が残っている。「コミュニティ とつか」というこの地域の情報紙も年4回発行されている。
早稲田大学や小学校、中学校、専門学校などが立ち並び、古くから学生街として知られる。また、福祉のまちとしても知られ、多くの福祉団体が点在している。日本点字図書館など全国的な活動を行っている団体や、アムネスティ・インターナショナル日本支部、国境なき医師団、ピースボートなどの国際的な活動を行っている団体の事務所がある。その他、この地域の東側には、最古の富士塚が存在していて、水稲荷大社では毎年7月下旬の土日に「高田富士祭り」と称して盛大にお祭りが行われる。

## 現存町名
上記の住居表示実施により地名が変更されて以降は戸塚町一丁目のみが残る。早大南門通りの東沿いに位置し、概ね早大通りを境に南北に分断されている。北側町域は大部分が大隈庭園とリーガロイヤルホテル東京により占められ、住宅はごくわずかである。南側町域は早稲田キャンパスと早稲田中高の間の住宅街である。

### 主な施設
- リーガロイヤルホテル東京
- 早稲田大学
  - 大隈庭園
  - 大隈記念講堂
  - 小野梓記念館

なお、早稲田キャンパスは西早稲田に位置する。

### 道路
町域の北端（リーガロイヤルホテル東京）が新目白通りに接する。南側町域は主要道路に接しておらず、早稲田通りの馬場下町交差点～地下鉄早稲田駅前交差点が町域より南側を通る。

### 公共交通
町域内の公共交通機関はリーガロイヤルホテル東京前に都営バスの早稲田降車場があるほか、早大南門通りを都営バス学02系統の早大正門行きが通過するのみである。その他徒歩圏内で利用な可能なのは都営バスの早大正門停留所（早大通り）、東京メトロ東西線の早稲田駅（早稲田通り）など。

## 世帯数と人口
2025年（令和7年）3月1日現在（新宿区発表）の世帯数と人口は以下の通りである。
- 世帯数 : 152世帯
- 人口 : 202人

### 人口の変遷
国勢調査による人口の推移。
| 年                 | 人口 |
| ------------------ | ---- |
| 1995年（平成7年）  | 160  |
| 2000年（平成12年） | 227  |
| 2005年（平成17年） | 209  |
| 2010年（平成22年） | 232  |
| 2015年（平成27年） | 226  |
| 2020年（令和2年）  | 226  |

### 世帯数の変遷
国勢調査による世帯数の推移。
| 年                 | 世帯数 |
| ------------------ | ------ |
| 1995年（平成7年）  | 78     |
| 2000年（平成12年） | 135    |
| 2005年（平成17年） | 125    |
| 2010年（平成22年） | 147    |
| 2015年（平成27年） | 171    |
| 2020年（令和2年）  | 175    |

## 学区
区立小・中学校に通う場合、学区は以下の通りとなる（2018年8月時点）。
- 区域 : 全域
  - 小学校 : 新宿区立戸塚第一小学校
  - 中学校 : 新宿区立西早稲田中学校

## 事業所
2021年（令和3年）現在の経済センサス調査による事業所数と従業員数は以下の通りである。
- 事業所数 : 42事業所
- 従業員数 : 994人

### 事業者数の変遷
経済センサスによる事業所数の推移。
| 年                 | 事業者数 |
| ------------------ | -------- |
| 2016年（平成28年） | 54       |
| 2021年（令和3年）  | 42       |

### 従業員数の変遷
経済センサスによる従業員数の推移。
| 年                 | 従業員数 |
| ------------------ | -------- |
| 2016年（平成28年） | 1,043    |
| 2021年（令和3年）  | 994      |

## 戸塚の名を冠す施設
西早稲田町域
- 戸塚第一小学校 - 早稲田通りに「戸塚第一小入口」交差点がある。
- 戸塚第一幼稚園
- 戸塚警察署 - 明治通りに「戸塚警察署前」交差点がある。

高田馬場町域
- 戸塚第二小学校
- 戸塚第二幼稚園
- 戸塚地域センター
  - 戸塚特別出張所
- 戸塚第三小学校
- 戸塚第三幼稚園
- 戸塚公園 - 早稲田通りに「戸塚公園入口」交差点がある。

## その他

### 日本郵便
- 郵便番号 : 169-0071[3]（集配局 : 新宿北郵便局[14]）。